# Arlinda Hajdari
Arlinda Hajdari (født 11. juni 2001 i Tarm) er en dansk/kosovosk håndboldspiller, der spiller venstre back for Bjerringbro FH i Damehåndboldligaen og Kosovos kvindehåndboldlandshold. Hun har tidligere spillet flere sæsoner for Ringkøbing Håndbold og ungdomshåndbold i Skjern Håndbold.
Hajdari spillede fire sæsoner i Ringkøbing Håndbold i både Damehåndboldligaen og 1. division. Da Ringkøbing rykkede ned i 1. division i 2019, var Hajdari en af de få spillere der blev i klubben. I april 2022 skrev hun under på en kontrakt med en af 1. divisions tophold, Bjerringbro FH, med hvem hun også oprykkede med i 2023.
Hun blev første gang udtaget til det kosovoske landshold i oktober 2019 sammen med hendes storesøster Marigona Hajdari.